# Mitja Robar
Mitja Robar (Maribor, 4 gennaio 1983) è un ex hockeista su ghiaccio sloveno.

## Carriera
Nel corso della sua carriera ha indossato, tra le altre, le maglie di HDK Maribor, HK Slavija Ljubljana, HK Jesenice (con cui ha vinto quattro titoli nazionali), HDD Olimpija Ljubljana, Lukko, IK Oskarshamn, EC KAC.
Con la maglia della Slovenia ha disputato sette campionati mondiali élite, cui si aggiungono cinque mondiali di secondo livello. Ha inoltre preso parte a due spedizioni olimpiche: Soči 2014 e Pyeongchang 2018.

## Palmarès
- Campionato sloveno: 4

HK Jesenice: 2007-2008, 2008-2009, 2009-2010, 2010-2011